# Hungría en los Juegos Olímpicos de París 1900
Hungría estuvo representada en los Juegos Olímpicos de París 1900 por un total de 17 deportistas que compitieron en 4 deportes.  

## Medallistas
El equipo olímpico húngaro obtuvo las siguientes medallas:
| Nombre        | Deporte   | Competición       |
| ------------- | --------- | ----------------- |
| Oro           |           |                   |
| Rudolf Bauer  | Atletismo | Disco M           |
| Plata         |           |                   |
| Zoltán Halmay | Natación  | 200 m libre M     |
| Zoltán Halmay | Natación  | 4000 m libre M    |
| Bronce        |           |                   |
| Lajos Gönczy  | Atletismo | Salto de altura M |
| Zoltán Halmay | Natación  | 1000 m libre M    |